# Ingres (base de données)
Cet article concerne la base de données. Pour les autres significations, voir Ingres (homonymie).
 (septembre 2012).
Si vous disposez d'ouvrages ou d'articles de référence ou si vous connaissez des sites web de qualité traitant du thème abordé ici, merci de compléter l'article en donnant les références utiles à sa vérifiabilité et en les liant à la section « Notes et références ».
Ingres ou Actian est un système de gestion de base de données (SGBD) relationnel. Ingres signifie : INtelligent Graphic RElational System.
Son concepteur, Michael Stonebraker, décida de recommencer le développement à partir de zéro en 1985, mais en continuant à développer les idées d’Ingres. Il se lança dans un projet post-Ingres, qui fut d'abord nommé Postgres, puis, à partir de 1995, PostgreSQL.
Détenu entre 1994 et 2005 par Computer Associates, et revendu depuis à un fonds d'investissement, Ingres est devenu un logiciel libre en 2004 ; sa licence est depuis lors la licence publique générale GNU. Fin 2011, Ingres devient Actian, et l'éditeur annonce un changement de positionnement stratégique.

## Dénomination commerciale
Sa dénomination commerciale a changé quasiment à chaque nouvelle version. Chronologiquement :
- Ingres 6.4
- OpenIngres 1.0
- Ingres II 2.0
- Advantage Ingres 2.6
- Ingres r3
- Ingres 2006 (9.0)
- Ingres 9.2
- Ingres 10.0

Ingres était commercialisé essentiellement pour des systèmes UNIX (particulièrement Linux), Microsoft Windows et VMS.

## Principales dates concernant le produit
| Année                | Événement |
| -------------------- | --- |
| 1974                 | Naissance du projet RDBMS par Michael Stonebraker et Eugene Wong. Prototype d'Ingres (INteractive Graphics REtrieval System). L'homonymie avec le peintre français est tout à fait fortuite |
| Dans les années 1970 | Naissances d'autres projets à partir de Ingres : - CA-Universe - Sybase (qui donnera plus tard naissance à Microsoft SQL Server) - Wang PACE - Non-Stop SQL |
| 1980                 | Michal Stonebraker, Eugene Wong et Larry Rowe quittent Berkeley pour fonder RTI (Relational Technology Inc) et commercialisent Ingres, la première base de données relationnelle |
| 1986                 | Démarrage de la réécriture de Ingres par RTI. Ingres 6.0 sera la première version Ingres intégrant une architecture client serveur, incluant des règles, des déclencheurs, et des procédures et sera ainsi la première solution SGBD fédérée |
| 1990                 | Naissance de Ingres Corporation (V1) |
| 1992                 | ASK acquiert Ingres Corporation |
| 1994                 | Computer Associates rachète ASK |
| 1995                 | Son concepteur quitte le projet pour fonder PostgreSQL |
| 1996                 | Sortie de la version OpenIngres 1.2 Elle intègre un type de données non structurées (audio, vidéo, blob), les tables temporaires (en mémoire) et la suite d'administration Visual DBA |
| 1997                 | Sortie de la version OpenIngres 2.0 Verrouillage ligne, taille de page variable, chargement massif, réplication niveau serveur (l'ancien système de capture des modifications des données par des règles a été abandonné). Le SGBD change de nom : OpenIngres 2.0 devient IngresII 2.0                                                                                          |
| 1998                 | Sortie de la version IngresII 2.5 Première version Ingres pour Linux. Cette version permet aussi d'exploiter pleinement les architectures 64 bits. Introduction du driver JDBC |
| 2001                 | Sortie de la version Ingres 2.6 Premier SGBD de classe entreprise à exploiter pleinement l'architecture 64 bits sous Linux. Support du format XML, Unicode et amélioration et découpage des outils d'administrations (Ingres Visual Manager, Ingres Performance Monitor, Ingres Import Assistant, Ingres Visual SQL, etc).                                                      |
| 2004                 | Computer Associates passe Ingres R3 en open source sous licence CATOSL. Support des tables partitionnées, parallel query et un nouvel algorithme d'optimisation des données |
| 2005                 | Création de Ingres Corporation (V2), avec l'aide du groupe d'investissement Garnett & Helfrich |
| 2006                 | Sortie de la version Ingres2006 (ex Ingres R3) Entrée de Ingres de plain-pied dans le monde des produits open source (sous licence GPL). Stabilité, fonctionnalités et performances encore renforcées, facilité d'installation. Sortie de IceBreaker : concept de service de base de données. Il s'agit d'une version de Linux maintenue par rPath et d'une version Ingres2006. |
| 2008                 | Sortie de la version Ingres Database 9.2 Nouvelle version d'Ingres, avec un support amélioré de JDBC, .Net et PHP en matière de performances. Fonctionnalités de log shipping et prise en charge d'UTF-8. |
| 2009                 | Sortie de la version Ingres Database 9.3 Nouvelles bibliothèques géospatiales, prise en charge des Table Procedures, LIKE sur LOB, authentification PAM. |
| 2010                 | Sortie de la version Ingres Database 10.0 Introduction de Vectorwise. |
| 2011                 | Ingres devient Actian ; l'éditeur annonce un changement de nom et de positionnement stratégique. |

Références : Généalogie des SGBDR sur Developpez.com